# Constantijn Huygensprijs
Der Constantijn Huygensprijs (Constantijn-Huygens-Preis) ist ein Literaturpreis für niederländischsprachige Literatur, der seit 1947 jährlich durch die Jan Campert Stichting („Stiftung Jan Campert“) verliehen wird. Er ist benannt nach dem niederländischen Autor Constantijn Huygens und wird stets für das Lebenswerk zuerkannt. Seit 2017 beträgt das Preisgeld 12.000 Euro.
Der Preis wurde 1968 nicht verliehen, Jan Wolkers nahm den ihm 1982 zuerkannten Preis nicht entgegen.

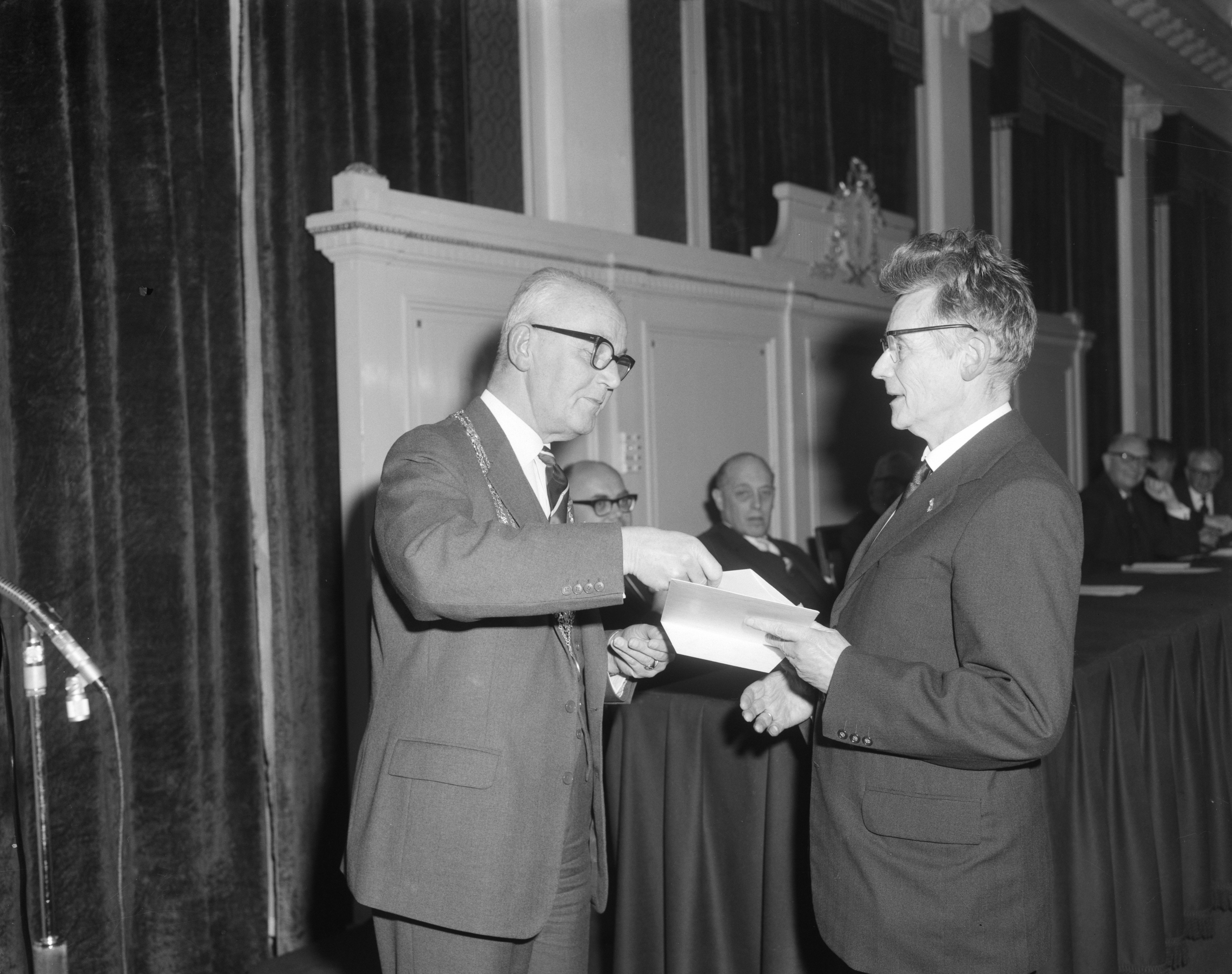
Preisverleihung an Hendrik De Vries (rechts) im Jahr 1962

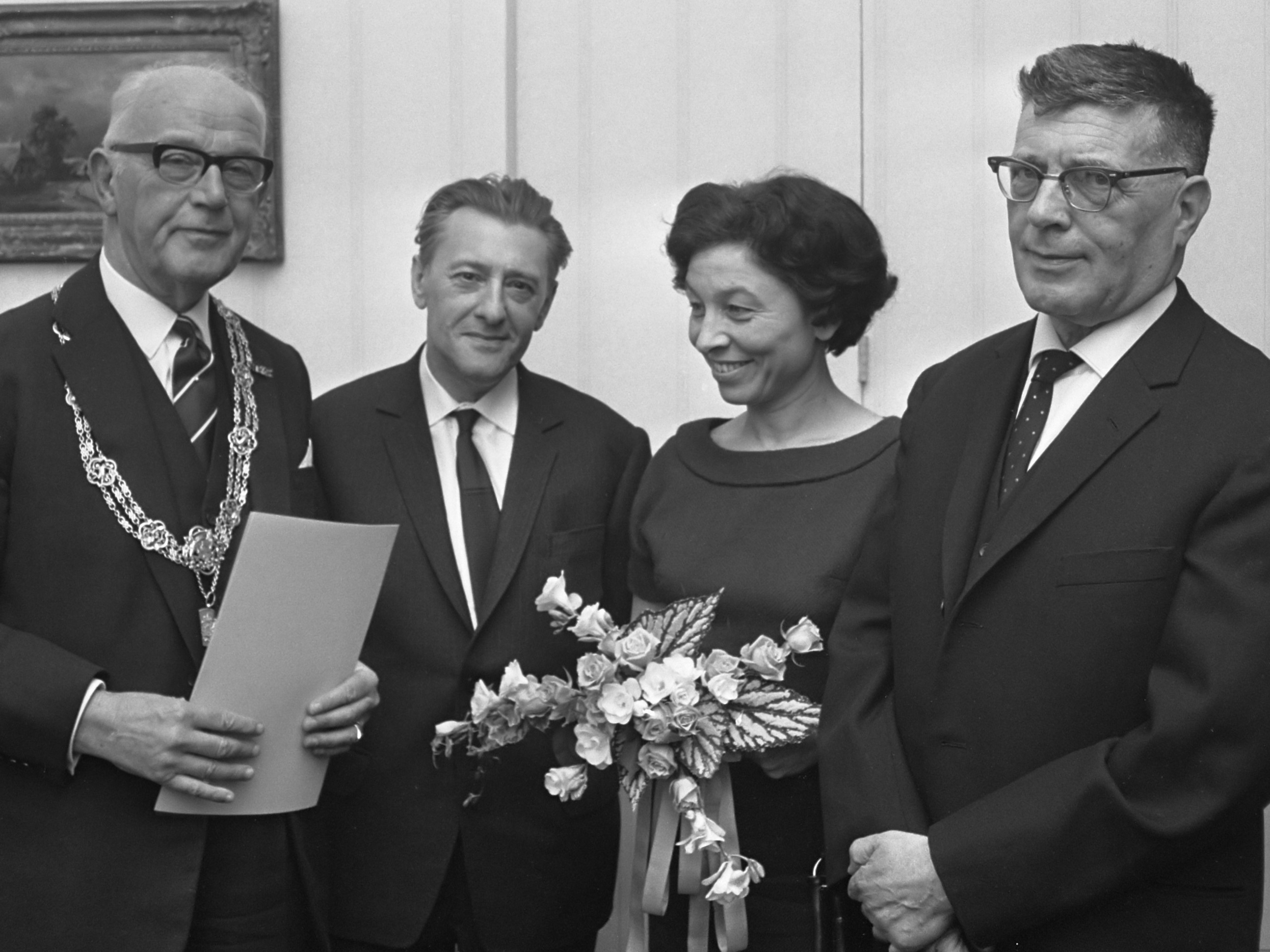
Louis-Paul Boon (1966)

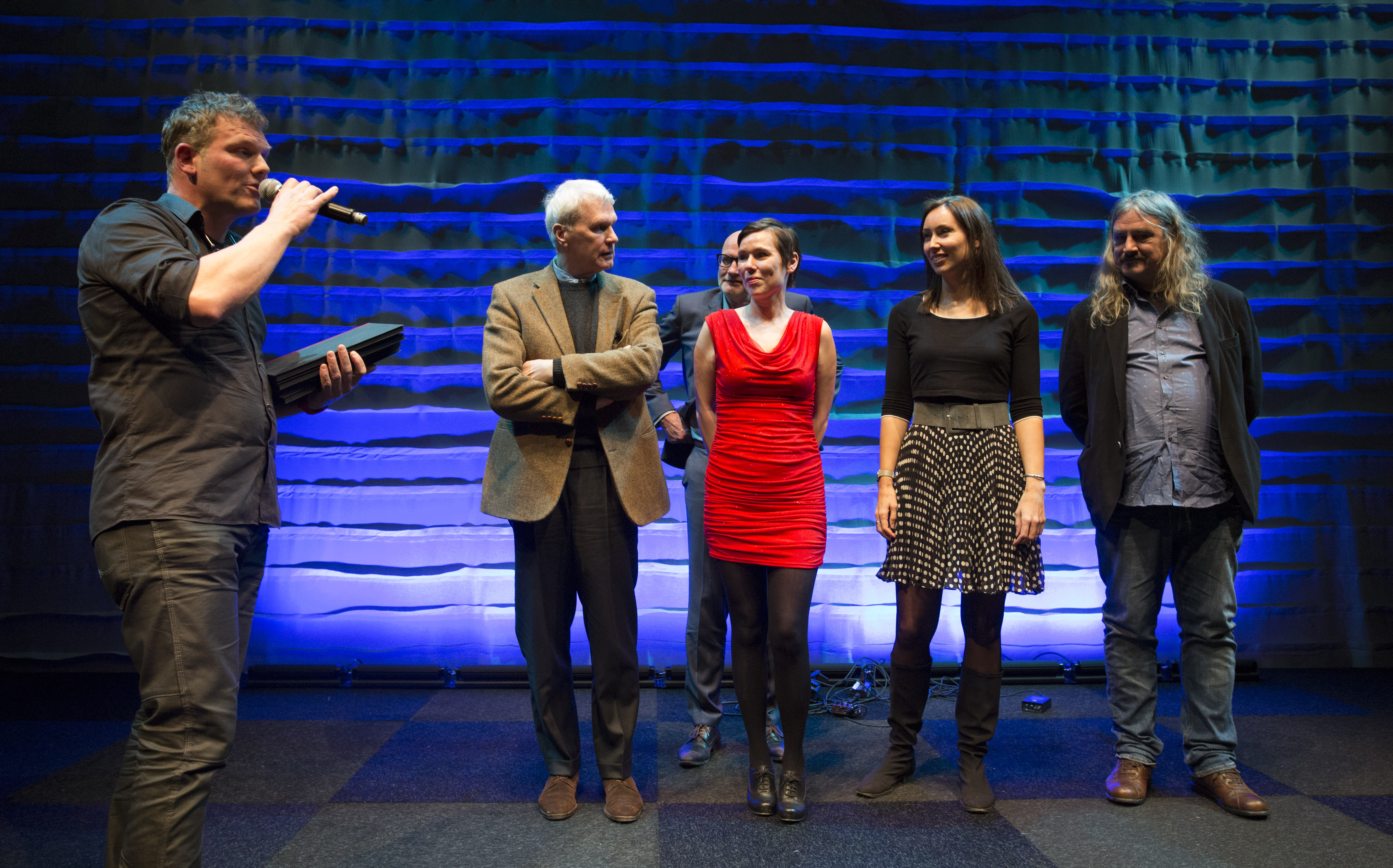
Adriaan van Dis (Constantijn Huygensprijs 2015)

## Preisträger
- 1947 P.N. van Eyck
- 1948 Adriaan Roland Holst
- 1949 J.C. Bloem
- 1950 Geerten Gossaert
- 1951 Willem Elsschot
- 1952 Pierre H. Dubois
- 1953 Martinus Nijhoff (postum)
- 1954 Jan Engelman
- 1955 Simon Vestdijk
- 1956 Pierre Kemp
- 1957 Ferdinand Bordewijk
- 1958 Victor E. van Vriesland
- 1959 Gerrit Achterberg
- 1960 Anton van Duinkerken
- 1961 Simon Carmiggelt
- 1962 Hendrik de Vries
- 1963 Jan van Nijlen
- 1964 Abel J. Herzberg
- 1965 Lucebert
- 1966 Louis Paul Boon
- 1967 Jan Greshoff
- 1968 nicht verliehen
- 1969 Maurice Gilliams
- 1970 Annie Romein-Verschoor
- 1971 F.C. Terborgh
- 1972 Han G. Hoekstra
- 1973 Beb Vuyk
- 1974 M. Vasalis
- 1975 A. Alberts
- 1976 Jan G. Elburg
- 1977 Harry Mulisch
- 1978 Elisabeth Eybers
- 1979 Hugo Claus
- 1980 Alfred Kossmann
- 1981 Hella S. Haasse
- 1982 Jan Wolkers (Annahme verweigert)
- 1983 Rob Nieuwenhuys
- 1984 J. Bernlef
- 1985 Pierre H. Dubois
- 1986 Gerrit Krol
- 1987 Annie M. G. Schmidt
- 1988 Jacques Hamelink
- 1989 Anton Koolhaas
- 1990 Hans Faverey
- 1991 Bert Schierbeek
- 1992 Cees Nooteboom
- 1993 Jeroen Brouwers
- 1994 Judith Herzberg
- 1995 F. Springer
- 1996 H.C. ten Berge
- 1997 Leonard Nolens
- 1998 H. H. ter Balkt
- 1999 Willem Jan Otten
- 2000 Charlotte Mutsaers
- 2001 Louis Ferron
- 2002 Kees Ouwens
- 2003 Sybren Polet
- 2004 Willem G. van Maanen
- 2005 Marga Minco
- 2006 Jacq Vogelaar
- 2007 Toon Tellegen
- 2008 Anneke Brassinga
- 2009 Arnon Grunberg
- 2010 A. L. Snijders
- 2011 A.F.Th. van der Heijden
- 2012 Joke van Leeuwen
- 2013 Tom Lanoye[2]
- 2014 Mensje van Keulen[3]
- 2015 Adriaan van Dis[4]
- 2016 Atte Jongstra
- 2017 Hans Tentije
- 2018 Nelleke Noordervliet[5]
- 2019 Stefan Hertmans
- 2020 Guus Kuijer
- 2021 Peter Verhelst
- 2022 Marion Bloem
- 2023 Anjet Daanje[6]
- 2024 Tomas Lieske[7]
- 2025 Lieke Marsman[8]